# Otola (gromada)
Otola (do 30 XII 1961 Jeziorowice) – dawna gromada, czyli najmniejsza jednostka podziału terytorialnego Polskiej Rzeczypospolitej Ludowej w latach 1954–1972.
Gromady, z gromadzkimi radami narodowymi (GRN) jako organami władzy najniższego stopnia na wsi, funkcjonowały od reformy reorganizującej administrację wiejską przeprowadzonej jesienią 1954 do momentu ich zniesienia z dniem 1 stycznia 1973, tym samym wypierając organizację gminną w latach 1954–1972.
Gromadę Otola z siedzibą GRN w Otoli utworzono 31 grudnia 1961 roku w powiecie olkuskim w woj. krakowskim w związku z przeniesieniem siedziby GRN gromady Jeziorowice z Jeziorowic do Otoli i przemianowaniem jednostki na gromada Otola; równocześnie do gromady Otola przyłączono obszar zniesionej gromady Dobraków.
W kwietniu 1969 dla gromady ustalono 15 członków gromadzkiej rady narodowej. 1 stycznia 1970 gromada składała się ze wsi: Dobraków, Jeziorowice, Małoszyce, Otola, Podleśna i Wierzbica.
Gromada przetrwała do końca 1972 roku, czyli do kolejnej reformy gminnej.